# ウィリアム・ミラー (陸上選手)
ウィリアム・ミラー（William Warring Miller、1912年11月1日 - 2008年11月13日)は、アメリカ合衆国の陸上競技選手。1932年ロサンゼルスオリンピックの金メダリストである。

## 経歴
1932年ロサンゼルスオリンピックのアメリカ代表を決めるAAU選手権は、ウィリアム・グレイバーが、同じアメリカのリー・バーンズが持っていた4.30mの世界記録を3年ぶりに7cm更新する4.37mの世界新記録でオリンピック出場を決めた。この大会で2位となりオリンピック出場を決めたのがウィリアム・ミラーで、記録は4.30mでそれまでの世界記録とタイ記録であった。
ロサンゼルスでは、グレイバーが4.15mと4位に終わってしまったのに対し、ミラーは4.315mと自己ベストを更新する跳躍で、日本の西田修平らをおさえ金メダルを獲得した。